# Röyksopp's Night Out
Röyksopp's Night Out è un album dal vivo del gruppo musicale norvegese Röyksopp, pubblicato il 3 marzo 2006.
Registrato nella serata di Oslo del 5 novembre, una delle tappe del tour "The Understanding", questa prima incisione dal vivo dei Röyksopp dura circa quaranta minuti ed è stata classificata dal gruppo come EP.
Contiene nove brani: oltre ai singoli di maggior successo, qui in versioni leggermente diverse, sono presenti una cover dei Queens of the Stone Age (Go with the Flow), un inedito e due tracce dal loro ultimo album in studio pubblicato l'anno precedente (The Understanding).

## Tracce
1. What Else Is There? – 3:19
2. Only This Moment – 4:04
3. Remind Me (Someone Else's Radio Club remix) – 3:47
4. Sparks – 5:09
5. Poor Leno (Röyksopp's Istanbul Forever Take) – 5:24
6. Go Away – 5:35
7. Alpha Male – 8:03
8. Go with the Flow (cover dei Queens of the Stone Age) – 3:13
9. Teppefall – 1:00

## Formazione
- Torbjørn Brundtland - sintetizzatori, vocoder
- Svein Berge - sintetizzatori, voce, batteria elettronica
- Anneli Drecker - voce (tracce 1 e 4)
- Kate Havnevik - voce (traccia 2)
- Chelonis R. Jones - voce